# Miladina lecithina
Miladina lecithina är en svampart som först beskrevs av Mordecai Cubitt Cooke, och fick sitt nu gällande namn av Svrcek 1972. Miladina lecithina ingår i släktet Miladina och familjen Pyronemataceae.  Arten är reproducerande i Sverige. Inga underarter finns listade i Catalogue of Life.